# Ibrahim Hazzazi
Ibrahim Hazzazi (en árabe: ابراهيم احمد طيب هزازي‎; Jeddah, Arabia Saudita, 22 de noviembre de 1986) es un exfutbolista de Arabia Saudita que jugaba en la posición de defensa.

## Carrera

### Club
| Periodo   | Club                            |
| --------- | ------------------------------- |
| 2005-2011 | Al-Ahli FC                      |
| 2012-2013 | Ittihad FC                      |
| 2013–2014 | Ettifaq FC                      |
| 2014–2015 | Al-Orobah FC                    |
| 2015      | → CS Concordia Chiajna (cedido) |
| 2015-2017 | Najran SC                       |
| 2017–2018 | Jeddah Club                     |

### Selección nacional
Jugó para Arabia Saudita en nueve ocasiones de 2007 a 2009 y participó en la Copa Asiática 2007.

## Logros
- Copa del Príncipe de la Corona Saudí (1): 2007
- Copa del Rey de Campeones (1): 2011